# Wzgórze św. Małgorzaty w Bytomiu

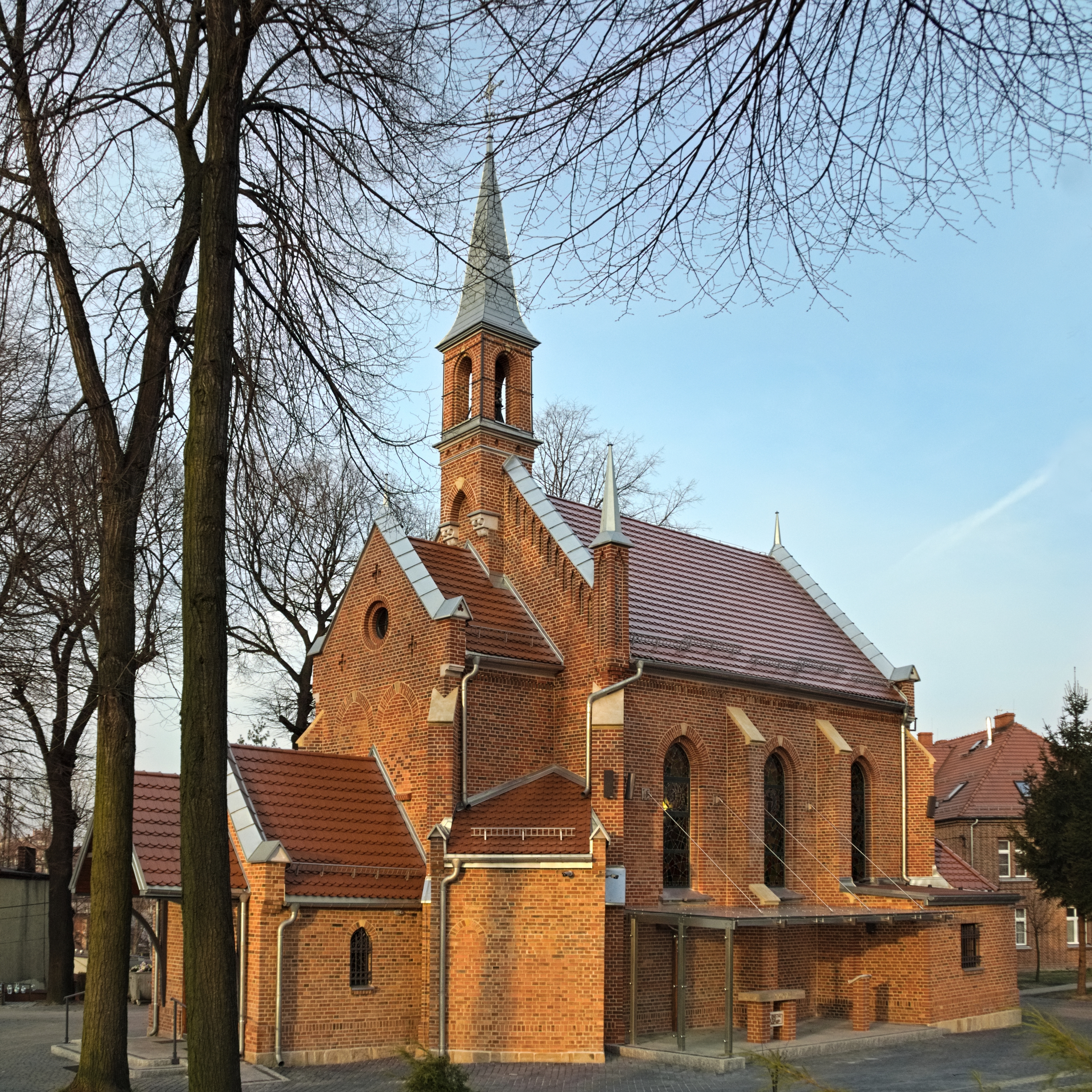
Kościół św. Małgorzaty w Bytomiu (2019)

Wzgórze św. Małgorzaty w Bytomiu – wzniesienie na Zamłyniu, na którym prawdopodobnie ok. połowy XI wieku założono gród o nazwie Bytom, funkcjonujący szczególnie intensywnie na przełomie XII-XIII wieku jako centrum okręgu grodowego, a później kasztelanii, aż do czasu lokacji miasta położonego w niedalekim sąsiedztwie. Gród w źródłach historycznych wzmiankowano po raz pierwszy ok. 1123–1125, w dokumencie legata papieskiego kard. Idziego ("...in Bytom"), a następnie w 1136 r., w bulli protekcyjnej papieża Innocentego II ("...ante Bitom"). Od 2 połowy XIV wieku na Wzgórzu znajduje się cmentarz.
Wzgórze stanowi naturalne wzniesienie o dawniej dużym znaczeniu militarnym, z jednej strony chronione przez opływającą je rzekę Bytomkę, z pozostałych przez podmokłe łąki (pierwotnie bagna). Stanowiło ważny punkt strategiczny na szlaku handlowym z Wrocławia do Krakowa. Bezpośrednią przyczyną wybudowania warownego grodu były toczące się w tamtym okresie walki polsko-czeskie o panowanie nad Śląskiem. Dzięki swojemu położeniu Bytom miał zagrodzić wojskom czeskim drogę do Krakowa.
Około 1170 roku Bolesław Kędzierzawy ufundował tu murowany, romański kościół św. Małgorzaty, którego kształt uwieczniony został na tympanonie Jaksy pochodzącym z nieistniejącego kościoła św. Michała na wrocławskim Ołbinie. Po lokacji miasta Bytomia na prawie niemieckim w 1254 roku znaczenie grodu na wzgórzu św. Małgorzaty spadło. Po zdobyciu Bytomia przez husytów w 1430 gród, a wraz z nim i kościół, zostały prawdopodobnie doszczętnie zniszczone. Dotąd nie udało się odkryć jego pozostałości.
W XVI wieku na Wzgórzu stał drewniany kościół, na miejscu którego w 1676 roku zbudowano z drewna kolejny, rozebrany w 1880 roku. Obecny, już czwarty, kościół św. Małgorzaty wybudowany został w 1881 roku w stylu neogotyckim. Oprócz kościoła i cmentarza na Wzgórzu znajduje się także dom zakonny Werbistów mieszczący się tam od roku 1940.